# Giải bóng đá vô địch quốc gia Turkmenistan 1998-99
Giải bóng đá vô địch quốc gia Turkmenistan 1998-99 hay Ýokary Liga 1998-99 là mùa giải thứ 7 của giải bóng đá chuyên nghiệp Turkmenistan. Có 9 đội tham gia năm 1998.

## Kết quả
| Vị thứ | Đội bóng            | St | T  | H | B  | BT-BB | Đ  |
| ------ | ------------------- | -- | -- | - | -- | ----- | -- |
| 1      | Nisa Aşgabat        | 32 | 25 | 3 | 4  | 94–22 | 78 |
| 2      | Köpetdag Aşgabat    | 32 | 21 | 4 | 7  | 71–32 | 67 |
| 3      | Dagdan Aşgabat      | 32 | 17 | 9 | 6  | 65–33 | 60 |
| 4      | Nebitçi Nebit-Dag   | 32 | 18 | 5 | 9  | 63–45 | 59 |
| 5      | Turan Daşoguz       | 32 | 10 | 7 | 15 | 41–48 | 37 |
| 6      | Jeykhun Çärjew      | 32 | 10 | 5 | 17 | 42–51 | 35 |
| 7      | Merw Mary           | 32 | 10 | 5 | 17 | 34–51 | 35 |
| 8      | Ahal Akdaşaýak      | 32 | 5  | 4 | 23 | 14–74 | 19 |
| 9      | Şagadam Krasnovodsk | 32 | 5  | 4 | 23 | 25–93 | 19 |